# Draadwormslangen
Draadwormslangen (Leptotyphlopidae) zijn een familie van slangen.

## Naam en indeling
De wetenschappelijke naam van de groep werd voor het eerst voorgesteld door Leonhard Hess Stejneger in 1891. Draadwormslangen werden lange tijd als een onderfamilie van de familie wormslangen gezien, maar worden tegenwoordig beschouwd als een aparte familie van slangen.
De wetenschappelijke naam Leptotyphlopidae betekent vrij vertaald 'dunne blinden' en is afgeleid van de woorden dun (lepto) en blinde ogen (tuphlós + ṓps).

## Kenmerken
Draadwormslangen hebben een klein, dun en cilindrisch lichaam, de meeste soorten worden niet langer dan 30 centimeter. Veel soorten lijken sterk op elkaar en zijn alleen te onderscheiden door onderzoek naar de positie en structuur van de schubben. De ogen zijn sterk gedegenereerd, ze zijn onder de schubbenhuid gelegen en te zien als kleine zwarte puntjes, alle soorten zijn hierdoor zo goed als blind.
De schubben zijn klein en glanzend, de buikschubben zijn ongeveer even groot als de schubben aan de rest van het lichaam. Dit in tegenstelling tot vrijwel alle andere slangen, die juist sterk verbrede buikschubben bezitten. De barbadaanse soort Tetracheilostoma carlae wordt maximaal 10,4 centimeter lang en is hiermee de kleinste draadwormslang en tevens de kleinste slang ter wereld. De lichaamskleur varieert van bruin tot grijs, sommige soorten hebben een duidelijk lichter gekleurde kop en staartpunt, wat dient om vijanden te verwarren. De staart is relatief kort, veel soorten hebben een stekelachtige staartpunt.
Deze primitieve slangen hebben resten van een bekkengordel en achterpoten. De bovenkaak is tandenloos, allen in de onderkaak zijn tanden aanwezig maar dit zijn er maar enkele per kaakhelft. Alle soorten hebben slechts een enkele long en een enkele eileider.

## Levenswijze
Draadwormslangen leven evenals de verwante wormslangen in de bodem en graven veel, ze worden zelden gezien. Alleen na hevige regenval komen ze bovengronds om niet te verdrinken. Veel soorten leven van kleine ongewervelden zoals mieren en termieten en houden zich ondergronds op bij de nesten van deze insecten. Vooral de eieren en de larven van deze insecten worden gegeten. Van een aantal soorten is bekend dat ook vlooien op menu staan, sommige soorten zijn aangetroffen in vogelnesten op enige hoogte waar ze vogelvlooien aten. Geen enkele soort is giftig en draadwormslangen kunnen mensen niet bijten vanwege hun verhoudingsgewijs zeer kleine kop.
Alle soorten zijn eierleggend, de vrouwtjes produceren relatief grote eieren die soms in strengen worden afgezet.

## Verspreiding en habitat
Draadwormslangen komen vrijwel wereldwijd voor in delen van Azië, Afrika, Noord-, Midden- en Zuid-Amerika en delen van het Midden-Oosten. Ze ontbreken alleen in Europa en rond de poolstreken, ook in Australië komen geen soorten voor. Veel draadwormslangen leven in droge gebieden maar er zijn ook soorten die uitsluitend in vochtige regenwouden leven.

## Indeling
Er zijn 142 verschillende soorten die verdeeld worden in twee onderfamilies en veertien geslachten. Twee geslachten zijn monotypisch en worden slechts vertegenwoordigd door een enkele soort. De familie omvat de volgende onderfamilies en geslachten, met de auteur, het soortenaantal en het verspreidingsgebied.
| Naam                                                                                   | Auteur                                                                                 | Aantal soorten                                                                         | Verspreidingsgebied |
| Onderfamilie Epictinae Hedges, Adalsteinsson & Branch, 2009: 10 geslachten, 89 soorten | Onderfamilie Epictinae Hedges, Adalsteinsson & Branch, 2009: 10 geslachten, 89 soorten | Onderfamilie Epictinae Hedges, Adalsteinsson & Branch, 2009: 10 geslachten, 89 soorten | Onderfamilie Epictinae Hedges, Adalsteinsson & Branch, 2009: 10 geslachten, 89 soorten |
| -------------------------------------------------------------------------------------- | -------------------------------------------------------------------------------------- | -------------------------------------------------------------------------------------- | --- |
| Epictia                                                                                | Gray, 1845                                                                             | 43                                                                                     | Midden- en Noord-Amerika, inclusief delen van de Caraïben; Kleine Antillen, Guyana, Suriname, Frans-Guyana, Trinidad, Venezuela, Brazilië, Peru, Colombia, Mexico, Nicaragua, Honduras, Guatemala, El Salvador, Panama, Argentinië, Uruguay, Nederlandse Antillen, Bahama's, San Salvador, Bolivia en Costa Rica |
| Habrophallos                                                                           | Hoogmoed, 1977                                                                         | 1                                                                                      | Zuid-Amerika; Suriname, Frans-Guyana en Brazilië |
| Mitophis                                                                               | Hedges, Adalsteinsson & Branch, 2009                                                   | 4                                                                                      | Caribisch Gebied; Hispaniola |
| Rena                                                                                   | Baird & Girard, 1853                                                                   | 11                                                                                     | Noord-, Midden- en Zuid-Amerika; Mexico, de Verenigde Staten, Argentinië, Paraguay en Bolivia |
| Rhinoguinea                                                                            | Trape, 2014                                                                            | 1                                                                                      | Afrika; Mali |
| Rhinoleptus                                                                            | Villiers, 1956                                                                         | 1                                                                                      | Afrika; Senegal, Guinee, Mali, Guinee-Bissau en Gambia |
| Siagonodon                                                                             | Peters, 1881                                                                           | 4                                                                                      | Zuid-Amerika; Brazilië, Guyana, Frans-Guyana, Venezuela, Bolivia, Argentinië en Suriname |
| Tetracheilostoma                                                                       | Jan, 1861                                                                              | 3                                                                                      | Caribisch Gebied; Bovenwindse Eilanden van de Kleine Antillen; Martinique, Saint Lucia en Barbados |
| Tricheilostoma                                                                         | Jan, 1860                                                                              | 6                                                                                      | Afrika; Togo, Benin, Tsjaad, Ghana, Nigeria, Congo-Kinshasa, Centraal-Afrikaanse Republiek, Burkina Faso, Soedan, Niger, Ivoorkust, Mali, Guinee, Kameroen, mogelijk in Congo-Brazzaville |
| Trilepida                                                                              | Hedges, 2011                                                                           | 15                                                                                     | Zuid-Amerika; Guyana, Suriname, Brazilië, Venezuela, Ecuador, Panama, Colombia en Frans-Guyana |
| Onderfamilie Leptotyphlopinae Stejneger, 1892: 4 geslachten, 53 soorten                |                                                                                        |                                                                                        | |
| Epacrophis                                                                             | Hedges, Adalsteinsson & Branch, 2009                                                   | 3                                                                                      | Afrika; Kenia en Somalië |
| Leptotyphlops                                                                          | Fitzinger, 1843                                                                        | 21                                                                                     | Afrika; Angola, Namibië, Zuid-Afrika, Zambia, Soedan, Kenia, Tanzania, Mozambique, Oeganda, Swaziland, Congo-Brazzaville, Congo-Kinshasa, Burundi, Malawi, Zimbabwe, Ethiopië en Lesotho |
| Myriopholis                                                                            | Hedges, Adalsteinsson & Branch, 2009                                                   | 24                                                                                     | Azië, Afrika en het Midden-Oosten; Zuid-Afrika, Afghanistan, Algerije, Arabisch Schiereiland, Benin, Botswana, Burkina Faso, Centraal-Afrikaanse Republiek, Egypte, Eritrea, Ethiopië, Ghana, Guinee-Bissau, Guinee, India, Irak, Iran, Israël, Ivoorkust, Jemen, Jemen, Jordanië, Kameroen, Kenia, Libië, Malawi, Mali, Mauritanië, Mozambique, Niger, Nigeria, Oman, Pakistan, Saoedi-Arabië, Senegal, Sinaï, Soedan, Somalië, Syrië, Tanzania, Togo, Tsjaad, Tsjaad, Tunesië, Turkije, Verenigde Arabische Emiraten, Zambia, Zimbabwe, mogelijk in Congo-Brazzaville |
| Namibiana                                                                              | Hedges, Adalsteinsson & Branch, 2009                                                   | 5                                                                                      | Afrika; Zuid-Afrika, Namibië en Angola |